# カラシコンボ
『カラシコンボ』は、熊本朝日放送（KAB）で2021年4月11日から放送されているローカルバラエティ番組（ゲーム実況番組）。

## 概要
地元・熊本出身の若手コンビ芸人「からし蓮根」テレビ地上波の冠番組・第2弾  。自称・芸能界随一のゲーマーである伊織とゲーム初心者の杉本青空が毎回多彩なゲストを迎えて本気でテレビゲームに挑む、ドタバタゲームバラエティ番組。
番組収録は、特別の事例（特番やゲストの都合）がない限り3か月から半年前に収録したものを放送する。
2021年4月から日曜（土曜深夜）隔週で放送開始、2022年4月より放送日を水曜（火曜深夜）に移動するが本放送と傑作選の隔週交互放送に変更。2025年4月に放送日を土曜夕方に変更した。

## 出演者

### MC
- からし蓮根（青空・伊織ラッキー[1]）

2025年7月24日に杉本青空および伊織の個人名称が改称。翌々日（26日）の本編放送にてテロップ対応するのだが普段から名前呼びするので演者紹介のテロップとSNS等の書き換え対応を行った。

### 代理MC
- もも（せめる。・まもる。） - #38では番組MC・からし蓮根不在でゲストが急遽MCを兼務[5][6][7]。
- 安井政史 - #39に急遽代理MCとして参加[7][8]。

### ナレーター
- 冨田浩二 - #44で「最強eの道」のナビゲーターとして番組に登場。

### ゲスト
番組出演順
- コンビ名および芸名は放送当時のものを記載

| 放送回                     | ゲスト |
| -------------------------- | --- |
| #1・#2・#3                 | 品川祐（品川庄司）                                                                                         |
| #4・#5・#6                 | 次長課長（井上聡・河本準一）                                                                               |
| #7・#8・#9                 | 井上裕介（NON STYLE）                                                                                      |
| #10・#11・#12              | コウテイ（下田真生・九条ジョー）                                                                           |
| #13・#14                   | ダイタク（吉本大・吉本拓）                                                                                 |
| #15・#16・#17              | ロングコートダディ（堂前透・兎）                                                                           |
| #18・#19                   | レインボー（ジャンボたかお・池田直人）                                                                     |
| #20・#21・#22              | こがけん                                                                                                   |
| #24・#25・#26              | 鬼越トマホーク（金ちゃん・坂井良多）                                                                       |
| #27・#28                   | エルフ（荒川・はる）                                                                                       |
| #29・#30・#31              | ネルソンズ（青山フォール勝ち・和田まんじゅう・岸健之助）                                                   |
| #32・#33・#34              | 蛙亭（中野周平・イワクラ）                                                                                 |
| #35・#36・#37              | 男性ブランコ（浦井のりひろ・平井まさあき）                                                                 |
| #38・#39                   | もも（せめる。・まもる。）                                                                                 |
| #40・#41                   | フースーヤ（田中ショータイム・谷口理）                                                                     |
| #42・#43・#44              | 金属バット（小林圭輔・友保隼平）                                                                           |
| #45・#46・#47              | ZAZY |
| #48・#49・#50              | そいつどいつ（市川刺身・松本竹馬）                                                                         |
| #51・#52・#53              | 紅しょうが（熊元プロレス・稲田美紀）                                                                       |
| #54・#55・#56              | ヨネダ2000（誠・愛）                                                                                       |
| #57・#58・#59              | ビスケットブラザーズ（きん・原田泰雅）                                                                     |
| #60・#61・#62              | ジェラードン（かみちぃ・アタック西本）                                                                     |
| #63・#64・＃65             | マユリカ（中谷・阪本）                                                                                     |
| #66                        | オカダ・カズチカ                                                                                           |
| #67・#68                   | ヘンダーソン（子安裕樹・中村フー）                                                                         |
| #69・#70・#71              | 祇園（木﨑太郎・櫻井健一朗）                                                                               |
| #72・#73                   | ダイヤモンド（野澤輸出・小野竜輔）                                                                         |
| #74・#75・#76              | ニッポンの社長（辻󠄀・ケツ）                                                                                 |
| #77・#78・#79              | カベポスター（永見大吾・浜田順平）                                                                         |
| #80・#81・#82              | 滝音（さすけ・秋定遼太郎）                                                                                 |
| #83・#84・#85              | COWCOW（多田健二・善し）                                                                                   |
| #86・#87・#88              | ダブルヒガシ（東良介・大東翔生）                                                                           |
| #89・#90・#91              | オズワルド（畠中悠・伊藤俊介）                                                                             |
| #92・#93・#94              | 3時のヒロイン（かなで・ゆめっち）                                                                          |
| #95・#96・#97              | おばたのお兄さん                                                                                           |
| #98・#99・#100             | すゑひろがりず（三島達矢・南條庄助）                                                                       |
| #101                       | ネイビーズアフロ（みながわ・はじり）                                                                       |
| 特番 （2025年5月14日放送） | 藤本敏史（FUJIWARA） ネルソンズ（青山フォール勝ち・和田まんじゅう・岸健之助） バッテリィズ（エース・寺家） |
| #102・#103                 | バッテリィズ（エース・寺家）                                                                               |
| #104・#105・#106           | ななまがり（森下直人・初瀬悠太）                                                                           |
| #107・#108                 | ジョイマン（高木晋哉・池谷和志）                                                                           |

## 番組内コーナー
本編
- ゲーム実況プレイ - MC・からし蓮根とゲストでお題のゲームを実況しながらプレイをする。

過去
- すぐ試せるバズり飯 - 番組開始当初のコーナー、番組中盤で出演者が調理・試食する。
- 武者修行企画「最強eの道（さいきょうえのみち）」 - 2022年5月4日（本放送#26）放送分から開始した。MC・からし蓮根が番組内で暫し起こす「ゲームスキル未熟問題」を解決すべく武者修行と題し熊本県内各地に出向いて対戦、お互い30ポイント達するまで行うゲームスキルを強化する企画。

## 放送リスト

### 本放送

#### 2021年度
| 2021年度・レギュラー放送リスト | 2021年度・レギュラー放送リスト  | 2021年度・レギュラー放送リスト | 2021年度・レギュラー放送リスト         | 2021年度・レギュラー放送リスト |
| 放送回数                       | 放送日                          | タイトル | ゲスト                                 | 備考 |
| ------------------------------ | ------------------------------- | --- | -------------------------------------- | --- |
| 1                              | 2021年 4月11日                  | スーパーマリオメーカー2を攻略 | 品川祐（品川庄司）                     | |
| 2                              | 4月25日                         | 桃太郎電鉄 〜昭和 平成 令和も定番!〜 桃鉄王 3年決戦                                                                                                  | 品川祐（品川庄司）                     | |
| 3                              | 5月9日                          | 初ネット対戦 スプラトゥーン2で世界を挑む! | 品川祐（品川庄司）                     | |
| 4                              | 5月23日                         | 最強の“死にゲー”伝説に終止符を 帰ってきた 魔界村 | 次長課長（井上聡、河本準一）           | |
| 5                              | 6月6日                          | 全世界100万本突破の人気サスペンスで絶叫SP リトルナイトメア2                                                                                          | 次長課長（井上聡、河本準一）           | |
| 6                              | 6月20日                         | 最強は誰だ!? ストリートファイターIIでトーナメントを開催!!                                                                                            | 次長課長（井上聡、河本準一）           | |
| 7                              | 7月4日                          | 最速王は誰だ!? デッドヒート連発の白熱レース マリオカート8 デラックス                                                                                 | 井上裕介（NON STYLE）                  | |
| 8                              | 8月15日                         | スポーツ王は俺だ! 炎の5番勝負 東京2020オリンピック The Official Video Game                                                                           | 井上裕介（NON STYLE）                  | |
| 9                              | 9月5日                          | プロ野球頂上決戦! eBASEBALLパワフルプロ野球2020をプレイ!                                                                                             | 井上裕介（NON STYLE）                  | 別日収録で熊本を舞台のゲーム クレヨンしんちゃん 「オラと博士の夏休み」〜おわらない七日間の旅〜を紹介                                                                                            |
| 10                             | 9月19日                         | 同期対決! 未来のお笑いを背負う仁義なき戦い対決SP スーパー マリオパーティ                                                                             | コウテイ（下田真生、九条ジョー）       | |
| 11                             | 10月3日                         | 同期対決! 追って追われて本気のケイドロSP オバケイドロ!をプレイ!                                                                                      | コウテイ（下田真生、九条ジョー）       | |
| 12                             | 10月18日                        | 大絶叫! 残暑を吹き飛ばす最強ホラーSP リトルナイトメア2                                                                                               | コウテイ（下田真生、九条ジョー）       | |
| 13                             | 10月31日                        | 売上300万本! 傑作カップルゲームで一心同体SP It Takes Twoを攻略                                                                                       | ダイタク（吉本大、吉本拓）             | |
| 14                             | 11月14日                        | 肥後もっこす団結 リアル野球で逆転のビックフライSP eBASEBALLプロ野球スピリッツ2021 グランドスラム                                                     | ダイタク（吉本大、吉本拓）             | |
| 15                             | 11月28日                        | 60人対抗! 関西屈指の漫才師達によるバトルロワイアル フォールガイズ                                                                                    | ロングコートダディ（堂前透、兎）       | |
| 16                             | 12月12日                        | 妨害行為の応酬! やられたらやり返す倍返しバトル マリオゴルフ スーパーラッシュ                                                                         | ロングコートダディ（堂前透、兎）       | |
| 17                             | 12月25日 （時間拡大スペシャル） | カラシコンボ クリスマスSP～コンボサンタがやってくる～（前半） 釣り人最強王決定戦 伝説のシーソーゲームに! 釣りスピリッツ（Nintendo Switchバージョン） | ロングコートダディ（堂前透、兎）       | |
| 17                             | 12月25日 （時間拡大スペシャル） | カラシコンボ クリスマスSP～コンボサンタがやってくる～（後半） 総集編「今年の珍プレー好プレー集で爆笑シーンを一挙公開‼」                              | −                                      | |
| 18                             | 2022年 1月16日                  | 絶対負けられない国境を越えた一戦 FIFA 22 | レインボー（ジャンボたかお、池田直人） | 第18回放送分は番組後半フンガ・トンガ噴火に伴う津波警報が発令。直後番組を中断、ANN報道特別番組放送のため休止。 補完として「GYAO!」の動画配信および 1月26日（25日、火曜深夜）の「再放送」で対応。 |
| 19                             | 1月30日                         | 絆が崩壊! 無限地獄のワンコインゲーム 波乱だらけの団体行動SP PICO PARK                                                                                | レインボー（ジャンボたかお、池田直人） | |
| 20                             | 2月13日                         | 最強王決定戦＆あの神回が今宵蘇る! 全集中でガチンコ対決 鬼滅の刃 ヒノカミ血風譚                                                                       | こがけん                               | |
| 21                             | 2月27日                         | 息を忘れる超高速ミニゲーム30連発! おすそわける メイド イン ワリオ                                                                                    | こがけん                               | |
| 22                             | 3月13日                         | 64人同時対戦 仁義なき爆発合戦で奇跡が スーパーボンバーマン R オンライン                                                                              | こがけん                               | |
| 23                             | 3月27日                         | アクシデント＆好プレイ炸裂 傑作選SP | −                                      | #15 - #22までの総集編 |

#### 2022年度
| 2022年度・レギュラー放送リスト | 2022年度・レギュラー放送リスト | 2022年度・レギュラー放送リスト                                                         | 2022年度・レギュラー放送リスト                           | 2022年度・レギュラー放送リスト |
| 放送回数                       | 放送日                         | タイトル                                                                               | ゲスト                                                   | 備考 |
| ------------------------------ | ------------------------------ | -------------------------------------------------------------------------------------- | -------------------------------------------------------- | --- |
| 24                             | 2022年 4月6日                  | 仁義なき☆争奪戦 波乱万丈の人生ドラマ マリオパーティ スーパースターズ                   | 鬼越トマホーク（金ちゃん、坂井良多）                     | |
| 25                             | 4月20日                        | プレイ人口3憶人 初心者軍団が世界に挑む フォートナイト                                  | 鬼越トマホーク（金ちゃん、坂井良多）                     | |
| 26                             | 5月4日                         | 緊張感MAX 絶対にその手を離すなSP Heave Ho                                              | 鬼越トマホーク（金ちゃん、坂井良多）                     | |
| 27                             | 5月18日                        | 狂気の世界を駆け抜けろ 一同絶叫の嵐SP INSIDE                                           | エルフ（荒川、はる）                                     | 相方のはるが新幹線乗り過ごしのため、初回（#27）のエンディングに登場した                                                                                            |
| 28                             | 6月1日                         | 伝説が復活 ノンストップ攻撃に四苦八苦 R-TYPE FINAL2                                    | エルフ（荒川、はる）                                     | |
| 29                             | 6月15日                        | 絶叫シューティング 最後はまさかの決着SP THE HOUSE OF THE DEAD: Remake                  | ネルソンズ（青山フォール勝ち、和田まんじゅう、岸健之助） | |
| 30                             | 6月29日                        | 協力必須の無限地獄 究極の団体行動SP PICO PARK                                          | ネルソンズ（青山フォール勝ち、和田まんじゅう、岸健之助） | |
| 31                             | 7月13日                        | 『最強eの道』 千原台高校eスポーツ部へ 衝撃の結果に! 大乱闘スマッシュブラザーズ SPECIAL | ネルソンズ（青山フォール勝ち、和田まんじゅう、岸健之助） | ゲストのネルソンズは今回（最強eの道）の収録前に練習相手として登場。                                                                                                |
| 32                             | 7月27日                        | 蛙亭 まさかの絶叫＆覚醒 非情のサバイバル フォールガイズ                                | 蛙亭（中野周平、イワクラ）                               | |
| 33                             | 8月10日                        | 歴史的結果に驚愕 真夏のビックフライSP eBASEBALLパワフルプロ野球2022                    | 蛙亭（中野周平、イワクラ）                               | |
| 34                             | 8月24日                        | 最新ドッチボール対戦 最強王＆世界へ挑戦 ノックアウトシティ                             | 蛙亭（中野周平、イワクラ）                               | |
| 35                             | 9月7日                         | 無法地帯の大乱闘 落とし合いサバイバルSP ギャングビースト                               | 男性ブランコ（浦井のりひろ、平井まさあき）               | |
| 36                             | 9月21日                        | 躍動感MAX! 大白熱 秋のスポーツ祭り Nintendo Switch Sports                              | 男性ブランコ（浦井のりひろ、平井まさあき）               | |
| 37                             | 10月5日                        | 1度のミスで水の泡 絶望と歓喜のループSP Jump King                                       | 男性ブランコ（浦井のりひろ、平井まさあき）               | |
| 38                             | 10月19日                       | MC不在!?トラブル多発の完全制覇SP ミュータント タートルズ:シュレッダーの復讐            | もも（せめる。、まもる。）                               | 番組MCのからし蓮根（杉本青空、伊織）のスケジュールの都合で不在。 #38は番組プロデューサーの「トヨフクP」が助っ人として参加、#39は急遽「安井政史」が代理MCとして参加 |
| 39                             | 11月2日                        | 王道のアクションで大混乱 ボス撃破への挑戦 ロックマン11 運命の歯車!!                    | もも（せめる。、まもる。）                               | 番組MCのからし蓮根（杉本青空、伊織）のスケジュールの都合で不在。 #38は番組プロデューサーの「トヨフクP」が助っ人として参加、#39は急遽「安井政史」が代理MCとして参加 |
| 40                             | 11月16日                       | ルール無用サッカー 嵐のトーナメント開幕 マリオストライカーズ バトルリーグ              | フースーヤ（田中ショータイム、谷口理）                   | |
| 41                             | 12月14日                       | 今年のメガヒット 白熱色分けバトルで大勝利SP スプラトゥーン3                            | フースーヤ（田中ショータイム、谷口理）                   | |
| 42                             | 2023年 1月10日                 | 仁義なきスター争奪 新春 金属バット事変 マリオパーティ スーパースターズ                 | 金属バット（小林圭輔、友保隼平）                         | |
| 43                             | 1月25日                        | 最高の料理を目指してカオスキッチン開店 オーバークック 2                                | 金属バット（小林圭輔、友保隼平）                         | |
| 44                             | 2月8日                         | バニーを救え! いざ危険な宇宙を大冒険 LOVERS:みんなですすめ!宇宙の旅                    | 金属バット（小林圭輔、友保隼平）                         | |
| 45                             | 2月22日                        | 頭をフル回転 魔法の世界で生き延びろ トライン4：ザ・ナイトメア プリンス                 | ZAZY                                                     | |
| 46                             | 3月8日                         | 革新的な加齢システム 寿命と復讐の戦い Sifu                                             | ZAZY                                                     | |
| 47                             | 3月22日                        | 手に汗握る登山アクション 華麗にクリアSP セレステ                                       | ZAZY                                                     | 番組後半では、ネルソンズ（#30）・男性ブランコ（#36）・フースーヤ（#40）の名場面集を放送                                                                            |

#### 2023年度
| 2023年度・レギュラー放送リスト | 2023年度・レギュラー放送リスト | 2023年度・レギュラー放送リスト                                                 | 2023年度・レギュラー放送リスト         | 2023年度・レギュラー放送リスト |
| 放送回数                       | 放送日                         | タイトル                                                                       | ゲスト                                 | 備考 |
| ------------------------------ | ------------------------------ | ------------------------------------------------------------------------------ | -------------------------------------- | --- |
| 48                             | 2023年 4月5日                  | 最速王決定戦 波乱の連続でまさかの結末に マリオカート8 デラックス               | そいつどいつ（市川刺身、松本竹馬）     | |
| 49                             | 4月19日                        | 釣りスピリッツ 釣って遊べる水族館                                              | そいつどいつ（市川刺身、松本竹馬）     | |
| 50                             | 5月3日                         | 同期4人で協力!?ドタバタスイッチング ジョガーノート                             | そいつどいつ（市川刺身、松本竹馬）     | |
| 51                             | 5月17日                        | 熊本名物をかけた白熱バトル 星のカービィ Wii デラックス                         | 紅しょうが（熊元プロレス、稲田美紀）   | おもてなし企画として熊本市中心街で紅蘭亭の太平燕と蜂楽饅頭上通店の蜂楽饅頭をかけたゲーム対戦を行う。                                                                                            |
| 52                             | 5月31日                        | 失敗と爆笑の連続!協力謎解きSP ヒューマンフォールフラット                       | 紅しょうが（熊元プロレス、稲田美紀）   | |
| 53                             | 6月14日                        | 目指せ3連勝!強敵相手にパニック!? スプラトゥーン3                               | 紅しょうが（熊元プロレス、稲田美紀）   | |
| 54                             | 6月28日                        | ヨネダワールド全開 おもてなし企画 たべごろ!スーパーモンキーボール 1＆2リメイク | ヨネダ2000（誠、愛）                   | おもてなし企画第2弾として桜の馬場 城彩苑にて名物（料理）をかけたゲーム対戦を行う。 |
| 55                             | 7月12日                        | 全員大慌て なんでもありの引越し劇 ムービングアウト                             | ヨネダ2000（誠、愛）                   | |
| 56                             | 7月26日                        | やってやられてやり返す! 最速王決定戦 マリオカート8 デラックス                  | ヨネダ2000（誠、愛）                   | |
| 57                             | 8月9日                         | パワプロ頂上決戦 球史に残る大接戦!! eBASEBALLパワフルプロ野球2022              | ビスケットブラザーズ（きん、原田泰雅） | |
| 58                             | 8月23日                        | 4人で協力! 友情破壊の謎解きSP ロロロロ                                         | ビスケットブラザーズ（きん、原田泰雅） | |
| 59                             | 9月6日                         | プライドと意地が激突 波乱の結末に! ブーメランヒュー                            | ビスケットブラザーズ（きん、原田泰雅） | 出演者が熊本西高校に出向き同校eスポーツ部と対戦する。 |
| 60                             | 9月20日                        | 躍動感MAX! 白熱秋のスポーツ祭り Nintendo Switch Sports                         | ジェラードン（かみちぃ、アタック西本） | |
| 61                             | 10月11日                       | ユニークな世界を冒険神業プレイも!? Unravel Two                                 | ジェラードン（かみちぃ、アタック西本） | |
| 62                             | 10月18日                       | プライドと意地が激突 高校生とガチバトル ストリートファイター6                  | ジェラードン（かみちぃ、アタック西本） | 出演者が松橋高校に出向き同校eスポーツ部と対戦する。 |
| 63                             | 11月1日                        | 危険ステージで大パニック!? 大乱闘SP Gang Beasts                                | マユリカ（中谷、阪本）                 | |
| 64                             | 11月18日                       | ミラクル連発の脱出劇 予想外の結末に ママにゲーム隠された2                      | マユリカ（中谷、阪本）                 | |
| 65                             | 11月29日                       | 雄叫び＆絶叫連発 忖度なしのガチバトル マリオパーティ スーパースターズ          | マユリカ（中谷、阪本）                 | |
| 66                             | 12月13日                       | レインメーカー大暴れ ケンカ最強は誰だ カニノケンカ -Fight Crab-                | オカダ・カズチカ                       | 吉本興業所属（契約）の芸人以外での初めてのゲスト 且つ、単独回（1回撮りの放送）出演も初めてのゲスト                                                                                              |
| 67                             | 2024年 1月10日                 | アクシデント連発 白熱オンラインバトル！ スーパーボンバーマン R2                | ヘンダーソン（子安裕樹、中村フー）     | |
| 68                             | 1月24日                        | エンジン全開 大絶叫のスポーツSP! Wrestledunk Sports                            | ヘンダーソン（子安裕樹、中村フー）     | |
| 69                             | 2月7日                         | カオスなステージで躍動！ 目指せNo.1 Fall Guys オンラインバトル                 | 祇園（木﨑太郎、櫻井健一朗）           | |
| 70                             | 2月21日                        | 協力必須の無限地獄 究極の団体行動 PICO PARK                                    | 祇園（木﨑太郎、櫻井健一朗）           | |
| 71                             | 3月6日                         | 最強おばぁちゃんに道場破り → 天才小学生vs芸人最強の最終決戦! ぷよぷよ          | 祇園（木﨑太郎、櫻井健一朗）           | 出演者が宇城市小川支所内のeスポーツ施設「うきのば」に出向き#28（2022年5月31放送分）に出演した美里町三本松地区のベテランゲーマーと「かごしま国体予選」で小学生の部で県代表で出場した少年が登場。 |
| 72                             | 3月20日                        | 世界を飛び回る 桃鉄王決定戦!! 桃太郎電鉄ワールド 〜地球は希望でまわってる!〜   | ダイヤモンド（野澤輸出、小野竜輔）     | 今回の企画は同一ゲスト・同一ゲームによる（年度跨ぎの）前編・後編放送 |

#### 2024年度
| 2024年度・レギュラー放送リスト | 2024年度・レギュラー放送リスト | 2024年度・レギュラー放送リスト                                                | 2024年度・レギュラー放送リスト     | 2024年度・レギュラー放送リスト |
| 放送回数                       | 放送日                         | タイトル                                                                      | ゲスト                             | 備考 |
| ------------------------------ | ------------------------------ | ----------------------------------------------------------------------------- | ---------------------------------- | --- |
| 73                             | 2024年 4月3日                  | 世界中を飛び回る 桃鉄王決定戦! 桃太郎電鉄ワールド 〜地球は希望でまわってる!〜 | ダイヤモンド（野澤輸出・小野竜輔） | 今回の企画は同一ゲスト・同一ゲームによる（年度跨ぎの）前編・後編放送 番組後半では、3月17日にくまもと森都心プラザで行われた番組ファンミーティングの模様を放送。                                |
| 74                             | 4月17日                        | 謎解き大冒険 ふにゃふにゃ人間を操れるのか? ヒューマン フォール フラット       | ニッポンの社長（辻󠄀、ケツ）         | |
| 75                             | 5月1日                         | 未知の生命体に挑む シューティングゲーム R-TYPE FINAL 3 EVOLVED                | ニッポンの社長（辻󠄀、ケツ）         | |
| 76                             | 5月15日                        | はちゃめちゃクッキング! ミスNGの緊張感 オーバークック2                        | ニッポンの社長（辻󠄀、ケツ）         | |
| 77                             | 5月29日                        | 瞬間×体感アクション! 全身使って遊び尽くせ 超おどる メイド イン ワリオ         | カベポスター（永見大吾、浜田順平） | |
| 78                             | 6月12日                        | 騙し合いの心理戦 疑心暗鬼の対戦ゲーム Unspottable                             | カベポスター（永見大吾、浜田順平） | |
| 79                             | 6月26日                        | プロ集団vs芸人チーム 激闘を制するのは... ストリートファイター6                | カベポスター（永見大吾、浜田順平） | 今回は熊本在住のeスポーツプロ集団「Lazuli Gaming」を迎え対抗戦を行った。 |
| 80                             | 7月10日                        | 4人で一緒にプレイ 驚きとワクワク体験 スーパーマリオブラザーズ ワンダー        | 滝音（さすけ・秋定遼太郎）         | |
| 81                             | 7月24日                        | 魂斗羅 オペレーション ガルガ                                                  | 滝音（さすけ・秋定遼太郎）         | |
| 82                             | 8月7日                         | バイオハザード ヴィレッジ                                                     | 滝音（さすけ・秋定遼太郎）         | |
| 83                             | 8月21日                        | マリオカート8 デラックス                                                      | COWCOW（多田健二・善し）           | |
| 84                             | 9月4日                         | リトルナイトメア デラックスエディション                                       | COWCOW（多田健二・善し）           | 番組本編でゲームに苦戦して（2時間の撮影中）ステージクリアはならなかった、通常のエンディング終了後に（別日撮影にて）番組MC・からし蓮根と番組NA・長木真琴による攻略実況を行い長木がプレイした。 |
| 85                             | 9月18日                        | 冷蔵庫のプリン食べられた                                                      | COWCOW（多田健二・善し）           | |
| 86                             | 10月2日                        | スイカゲーム                                                                  | ダブルヒガシ（東良介・大東翔生）   | |
| 87                             | 10月16日                       | 完全爆弾解除マニュアル                                                        | ダブルヒガシ（東良介・大東翔生）   | |
| 88                             | 10月30日                       | ルイージマンション3                                                           | ダブルヒガシ（東良介・大東翔生）   | |
| 89                             | 11月13日                       | ドンキーコング トロピカルフリーズ                                             | オズワルド（畠中悠・伊藤俊介）     | |
| 90                             | 11月27日                       | Bramble: The Mountain King                                                    | オズワルド（畠中悠・伊藤俊介）     | |
| 91                             | 12月11日                       | 冷蔵庫のプリン食べられた                                                      | オズワルド（畠中悠・伊藤俊介）     | |
| 92                             | 2025年 1月15日                 | カービィのグルメフェス                                                        | 3時のヒロイン（かなで・ゆめっち）  | |
| 93                             | 1月29日                        | PICO PARK2                                                                    | 3時のヒロイン（かなで・ゆめっち）  | |
| 94                             | 2月12日                        | アストロボットとビビッター                                                    | 3時のヒロイン（かなで・ゆめっち）  | |
| 95                             | 2月26日                        | ルイージマンション2 HD                                                        | おばたのお兄さん                   | |
| 96                             | 3月12日                        | PICO PARK2                                                                    | おばたのお兄さん                   | |
| 97                             | 3月26日                        | アストロボット                                                                | おばたのお兄さん                   | |

#### 2025年度
| 2025年度・レギュラー放送リスト | 2025年度・レギュラー放送リスト | 2025年度・レギュラー放送リスト | 2025年度・レギュラー放送リスト       | 2025年度・レギュラー放送リスト                                         |
| 放送回数                       | 放送日                         | タイトル | ゲスト                               | 備考                                                                   |
| ------------------------------ | ------------------------------ | --- | ------------------------------------ | ---------------------------------------------------------------------- |
| 98                             | 2025年 4月5日                  | 初登場すゑひろがりず! 白熱のマリオカート8デラックス最速王決定戦                                                                                         | すゑひろがりず（三島達矢・南條庄助） |                                                                        |
| 99                             | 4月19日                        | すゑひろがりずとNintendo Switch Sportsで白熱スポーツ３本勝負!                                                                                           | すゑひろがりず（三島達矢・南條庄助） |                                                                        |
| 100                            | 5月3日                         | 神ゲー再び! すゑひろがりず悶絶、一体何が!? 「アストロボット」                                                                                           | すゑひろがりず（三島達矢・南條庄助） |                                                                        |
| 101                            | 5月10日                        | 10年前の秘蔵映像も…!? ゴールデン特番直前! カラシコンボ特別番外編                                                                                        | ネイビーズアフロ（みながわ・はじり） | よしもと漫才劇場にて、お世話になった「ネイビーズアフロ」を交えトーク   |
| 特番                           | 5月14日                        | カラシコンボ ザ・ゴールデン～祝100回!!大阪でコンボしようぜスペシャル～                                                                                  | 藤本敏史・ネルソンズ・バッテリィズ   |                                                                        |
| 102                            | 5月31日                        | バッテリィズと白熱のマリパ王決定戦!～前編～ 「スーパー マリオパーティ ジャンボリー」に挑戦!                                                             | バッテリィズ（エース・寺家）         | 特番に続きで「よしもと漫才劇場」で収録                                 |
| 103                            | 6月7日                         | バッテリィズと白熱のマリパ王決定戦!～完結編～ 「スーパー マリオパーティ ジャンボリー」に挑戦!                                                           | バッテリィズ（エース・寺家）         | 特番に続きで「よしもと漫才劇場」で収録                                 |
| 104                            | 6月28日                        | ななまがり初参戦!ヨッシークラフトワールド難関ステージで大絶叫…まさかの仲間割!? 「ヨッシークラフトワールド」に挑戦!                                      | ななまがり（森下直人・初瀬悠太）     |                                                                        |
| 105                            | 7月12日                        | ななまがり&からし蓮根 ふにゃふにゃ謎解きアクションヒューマン フォール フラットで大苦戦！ 「サメサメパックン!」＆「ヒューマン フォール フラット」に挑戦! | ななまがり（森下直人・初瀬悠太）     |                                                                        |
| 106                            | 7月26日                        | からし蓮根とななまがりがぷよぷよテトリス2でガチ勝負！最強刺客が乱入で現場はカオスに 「ぷよぷよテトリス2」に挑戦!                                        | ななまがり（森下直人・初瀬悠太）     | ゲームの刺客として#28・#71に出演した美里町在住の宮崎たづ子さんが出演。 |
| 107                            | 8月9日                         | ジョイマン初参戦！ヨッシークラフトワールドで大苦戦…高木まさかの半泣!? 「ヨッシークラフトワールド」に挑戦!                                               | ジョイマン（高木晋哉・池谷和志）     |                                                                        |
| 108                            | 8月23日（予定）                | 「スーパーマリオストライカーズ」に挑戦! | ジョイマン（高木晋哉・池谷和志）     |                                                                        |

### 傑作選

#### 2022年度
| 傑作選放送リスト・2022年度 | 傑作選放送リスト・2022年度                       | 傑作選放送リスト・2022年度 | 傑作選放送リスト・2022年度                               | 傑作選放送リスト・2022年度        |
| 放送回数                   | 放送日                                           | タイトル | ゲスト                                                   | 備考                              |
| -------------------------- | ------------------------------------------------ | --- | -------------------------------------------------------- | --------------------------------- |
| 1                          | 2022年 4月13日                                   | 帰ってきた 魔界村を攻略 | 次長課長（井上聡、河本準一）                             | 本編第4回 / 2021年5月23日放送分   |
| 2                          | 4月27日                                          | リトルナイトメア2を攻略 | 次長課長（井上聡、河本準一）                             | 本編第5回 / 2021年6月6日放送分    |
| 3                          | 5月11日                                          | ストリートファイターIIを攻略                                                                                                   | 次長課長（井上聡、河本準一）                             | 本編第6回 / 2021年6月20日放送分   |
| 4                          | 5月25日                                          | マリオカート8 デラックスを攻略                                                                                                 | 井上裕介（NON STYLE）                                    | 本編第7回 / 2021年7月4日放送分    |
| 5                          | 6月8日                                           | eBASEBALLパワフルプロ野球2020を攻略                                                                                            | 井上裕介（NON STYLE）                                    | 本編第9回 / 2021年9月5日放送分    |
| 6                          | 6月22日                                          | 東京2020オリンピック The Official Video Gameを攻略                                                                             | 井上裕介（NON STYLE）                                    | 本編第8回 / 2021年8月15日放送分   |
| 7                          | 7月6日                                           | スーパー マリオパーティを攻略                                                                                                  | コウテイ（下田真生、九条ジョー）                         | 本編第10回 / 2021年9月19日放送分  |
| 8                          | 7月20日                                          | オバケイドロ!を攻略 | コウテイ（下田真生、九条ジョー）                         | 本編第11回 / 2021年10月3日放送分  |
| 9                          | 8月3日                                           | リトルナイトメア2を攻略 | コウテイ（下田真生、九条ジョー）                         | 本編第12回 / 2021年10月18日放送分 |
| 10                         | 8月17日                                          | It Takes Twoを攻略 | ダイタク（吉本大、吉本拓）                               | 本編第13回 / 2021年10月31日放送分 |
| 11                         | 8月31日                                          | eBASEBALLプロ野球スピリッツ2021 グランドスラムを攻略                                                                           | ダイタク（吉本大、吉本拓）                               | 本編第14回 / 2021年11月14日放送分 |
| 12                         | 9月7日                                           | フォールガイズを攻略 | ロングコートダディ（堂前透、兎）                         | 本編第15回 / 2021年11月28日放送分 |
| 13                         | 9月21日                                          | マリオゴルフ スーパーラッシュを攻略                                                                                            | ロングコートダディ（堂前透、兎）                         | 本編第16回 / 2021年12月12日放送分 |
| 14                         | 10月13日                                         | 釣りスピリッツ（Nintendo Switchバージョン）を攻略                                                                              | ロングコートダディ（堂前透、兎）                         | 本編第17回 / 2021年12月25日放送分 |
| 15                         | 10月26日                                         | FIFA 22を攻略 | レインボー（ジャンボたかお、池田直人）                   | 本編第18回 / 2022年1月16日放送分  |
| 16                         | 11月9日                                          | PICO PARKを攻略 | レインボー（ジャンボたかお、池田直人）                   | 本編第19回 / 2022年1月30日放送分  |
| 17                         | 12月7日                                          | 鬼滅の刃 ヒノカミ血風譚を攻略                                                                                                  | こがけん                                                 | 本編第20回 / 2022年2月13日放送分  |
| 18                         | 12月21日                                         | おすそわける メイド イン ワリオを攻略                                                                                          | こがけん                                                 | 本編第21回 / 2022年2月27日放送分  |
| 19                         | 2023年 1月2日3夜連続「カラシコンボコンボコンボ」 | THE HOUSE OF THE DEAD: Remakeを攻略                                                                                            | ネルソンズ（青山フォール勝ち、和田まんじゅう、岸健之助） | 本編第29回 / 2022年6月15日放送分  |
| 19                         | 2023年 1月2日3夜連続「カラシコンボコンボコンボ」 | PICO PARKを攻略 | ネルソンズ（青山フォール勝ち、和田まんじゅう、岸健之助） | 本編第30回 / 2022年6月29日放送分  |
| 19                         | 2023年 1月2日3夜連続「カラシコンボコンボコンボ」 | 『最強eの道』 千原台高校eスポーツ部と大乱闘スマッシュブラザーズ SPECIALで対戦 （ネルソンズは、からし蓮根の練習相手として登場） | ネルソンズ（青山フォール勝ち、和田まんじゅう、岸健之助） | 本編第31回 / 2022年7月13日放送分  |
| 20                         | 1月3日3夜連続「カラシコンボコンボコンボ」        | ギャングビースト | 男性ブランコ（浦井のりひろ、平井まさあき）               | 本編第35回 / 2022年9月7日放送分   |
| 20                         | 1月3日3夜連続「カラシコンボコンボコンボ」        | Nintendo Switch Sportsを攻略                                                                                                   | 男性ブランコ（浦井のりひろ、平井まさあき）               | 本編第36回 / 2022年9月21日放送分  |
| 20                         | 1月3日3夜連続「カラシコンボコンボコンボ」        | Jump Kingを攻略 | 男性ブランコ（浦井のりひろ、平井まさあき）               | 本編第37回 / 2022年10月5日放送分  |
| 21                         | 1月4日3夜連続「カラシコンボコンボコンボ」        | フォールガイズ | 蛙亭（中野周平、イワクラ）                               | 本編第32回 / 2022年7月27日放送分  |
| 21                         | 1月4日3夜連続「カラシコンボコンボコンボ」        | eBASEBALLパワフルプロ野球2022を攻略                                                                                            | 蛙亭（中野周平、イワクラ）                               | 本編第33回 / 2022年8月10日放送分  |
| 21                         | 1月4日3夜連続「カラシコンボコンボコンボ」        | ノックアウトシティを攻略 | 蛙亭（中野周平、イワクラ）                               | 本編第34回 / 2022年8月24日放送分  |
| 22                         | 1月18日                                          | スーパーボンバーマン R オンラインを攻略                                                                                        | こがけん                                                 | 本編第22回 / 2022年3月13日放送分  |
| 23                         | 2月1日                                           | マリオパーティ スーパースターズを攻略                                                                                          | 鬼越トマホーク（金ちゃん、坂井良多）                     | 本編第24回 / 2022年4月6日放送分   |
| 24                         | 2月15日                                          | フォートナイトを攻略 | 鬼越トマホーク（金ちゃん、坂井良多）                     | 本編第25回 / 2022年4月20日放送分  |
| 25                         | 3月1日                                           | Heave Hoを攻略 | 鬼越トマホーク（金ちゃん、坂井良多）                     | 本編第26回 / 2022年5月4日放送分   |
| 26                         | 3月15日                                          | INSIDEを攻略 | エルフ（荒川、はる）                                     | 本編第27回 / 2022年5月18日放送分  |
| 27                         | 3月29日                                          | R-TYPE FINAL2を攻略 | エルフ（荒川、はる）                                     | 本編第28回 / 2022年6月1日放送分   |

#### 2023年度
| 傑作選放送リスト・2023年度 | 傑作選放送リスト・2023年度                | 傑作選放送リスト・2023年度 | 傑作選放送リスト・2023年度                               | 傑作選放送リスト・2023年度        |
| 放送回数                   | 放送日                                    | タイトル | ゲスト                                                   | 備考                              |
| -------------------------- | ----------------------------------------- | --- | -------------------------------------------------------- | --------------------------------- |
| 28                         | 2023年 4月12日                            | THE HOUSE OF THE DEAD: Remakeを攻略                                                                                            | ネルソンズ（青山フォール勝ち、和田まんじゅう、岸健之助） | 本編第29回 / 2022年6月15日放送分  |
| 29                         | 4月26日                                   | PICO PARKを攻略 | ネルソンズ（青山フォール勝ち、和田まんじゅう、岸健之助） | 本編第30回 / 2022年6月29日放送分  |
| 30                         | 5月10日                                   | 『最強eの道』 千原台高校eスポーツ部と大乱闘スマッシュブラザーズ SPECIALで対戦 （ネルソンズは、からし蓮根の練習相手として登場） | ネルソンズ（青山フォール勝ち、和田まんじゅう、岸健之助） | 本編第31回 / 2022年7月13日放送分  |
| 31                         | 5月24日                                   | フォールガイズを攻略 | 蛙亭（中野周平、イワクラ）                               | 本編第32回 / 2022年7月27日放送分  |
| 32                         | 6月7日                                    | eBASEBALLパワフルプロ野球2022を攻略                                                                                            | 蛙亭（中野周平、イワクラ）                               | 本編第33回 / 2022年8月10日放送分  |
| 33                         | 6月21日                                   | ノックアウトシティを攻略 | 蛙亭（中野周平、イワクラ）                               | 本編第34回 / 2022年8月24日放送分  |
| 34                         | 7月5日                                    | ギャングビーストを攻略 | 男性ブランコ（浦井のりひろ、平井まさあき）               | 本編第35回 / 2022年9月7日放送分   |
| 35                         | 7月12日                                   | Nintendo Switch Sportsを攻略                                                                                                   | 男性ブランコ（浦井のりひろ、平井まさあき）               | 本編第36回 / 2022年9月21日放送分  |
| 36                         | 8月2日                                    | Jump Kingを攻略 | 男性ブランコ（浦井のりひろ、平井まさあき）               | 本編第37回 / 2022年10月5日放送分  |
| 37                         | 8月16日                                   | ミュータント タートルズ:シュレッダーの復讐を攻略                                                                               | もも（せめる。、まもる。）                               | 本編第38回 / 2022年10月19日放送分 |
| 38                         | 8月30日                                   | ロックマン11 運命の歯車!!を攻略                                                                                                | もも（せめる。、まもる。）                               | 本編第39回 / 2022年11月2日放送分  |
| 39                         | 9月13日                                   | マリオストライカーズ バトルリーグを攻略                                                                                        | フースーヤ（田中ショータイム、谷口理）                   | 本編第40回 / 2022年11月16日放送分 |
| 40                         | 9月27日                                   | スプラトゥーン3を攻略 | フースーヤ（田中ショータイム、谷口理）                   | 本編第41回 / 2022年12月14日放送分 |
| 41                         | 10月4日                                   | マリオパーティ スーパースターズを攻略                                                                                          | 金属バット（小林圭輔、友保隼平）                         | 本編第42回 / 2023年1月10日放送分  |
| 42                         | 10月25日                                  | LOVERS:みんなですすめ!宇宙の旅を攻略                                                                                           | 金属バット（小林圭輔、友保隼平）                         | 本編第44回 / 2023年2月8日放送分   |
| 43                         | 11月8日                                   | トライン4：ザ・ナイトメア プリンスを攻略                                                                                       | ZAZY                                                     | 本編第45回 / 2023年2月22日放送分  |
| 44                         | 11月22日                                  | Sifuを攻略 | ZAZY                                                     | 本編第46回 / 2023年3月8日放送分   |
| 45                         | 12月6日                                   | セレステを攻略 | ZAZY                                                     | 本編第47回 / 2023年3月22日放送分  |
| 46                         | 2024年 1月2日「カラシコンボコンボコンボ」 | ギャングビースト | 男性ブランコ（浦井のりひろ、平井まさあき）               | 本編第35回 / 2022年9月7日放送分   |
| 46                         | 2024年 1月2日「カラシコンボコンボコンボ」 | マリオパーティ スーパースターズを攻略                                                                                          | 金属バット（小林圭輔、友保隼平）                         | 本編第42回 / 2023年1月10日放送分  |
| 46                         | 2024年 1月2日「カラシコンボコンボコンボ」 | Nintendo Switch Sportsを攻略                                                                                                   | ジェラードン（かみちぃ、アタック西本）                   | 本編第60回 / 2023年9月20日        |
| 47                         | 1月17日                                   | ジョガーノートを攻略 | そいつどいつ（市川刺身、松本竹馬）                       | 本編第50回 / 2023年5月3日放送分   |
| 48                         | 1月31日                                   | 星のカービィ Wii デラックスを攻略                                                                                              | 紅しょうが（熊元プロレス、稲田美紀）                     | 本編第51回 / 2023年5月17日放送分  |
| 49                         | 2月14日                                   | ヒューマンフォールフラットを攻略                                                                                               | 紅しょうが（熊元プロレス、稲田美紀）                     | 本編第52回 / 2023年5月31日放送分  |
| 50                         | 2月28日                                   | スプラトゥーン3を攻略 | 紅しょうが（熊元プロレス、稲田美紀）                     | 本編第53回 / 2023年6月14日放送分  |
| 51                         | 3月13日                                   | たべごろ!スーパーモンキーボール 1＆2リメイクを攻略                                                                             | ヨネダ2000（誠、愛）                                     | 本編第54回 / 2023年6月28日放送分  |
| 52                         | 3月27日                                   | ムービングアウトを攻略 | ヨネダ2000（誠、愛）                                     | 本編第55回 / 2023年7月12日放送分  |

#### 2024年度
| 傑作選放送リスト・2024年度 | 傑作選放送リスト・2024年度                | 傑作選放送リスト・2024年度                           | 傑作選放送リスト・2024年度             | 傑作選放送リスト・2024年度        |
| 放送回数                   | 放送日                                    | タイトル                                             | ゲスト                                 | 備考                              |
| -------------------------- | ----------------------------------------- | ---------------------------------------------------- | -------------------------------------- | --------------------------------- |
| 53                         | 2024年 4月10日                            | マリオカート8 デラックス を攻略                      | ヨネダ2000（誠、愛）                   | 本編第56回 / 2023年7月26日放送分  |
| 54                         | 4月24日                                   | eBASEBALLパワフルプロ野球2022を攻略                  | ビスケットブラザーズ（きん、原田泰雅） | 本編第57回 / 2023年8月9日放送分   |
| 55                         | 5月8日                                    | ロロロロを攻略                                       | ビスケットブラザーズ（きん、原田泰雅） | 本編第58回 / 2023年8月23日放送分  |
| 56                         | 5月22日                                   | 熊本西高校eスポーツ部とブーメランヒューで対戦        | ビスケットブラザーズ（きん、原田泰雅） | 本編第59回 / 2023年9月6日放送分   |
| 57                         | 6月5日                                    | Nintendo Switch Sportsを攻略                         | ジェラードン（かみちぃ、アタック西本） | 本編第60回 / 2023年9月20日放送分  |
| 58                         | 6月19日                                   | Unravel Twoを攻略                                    | ジェラードン（かみちぃ、アタック西本） | 本編第61回 / 2023年10月11日放送分 |
| 59                         | 7月3日                                    | 松橋高校eスポーツ部とストリートファイター6で対戦     | ジェラードン（かみちぃ、アタック西本） | 本編第62回 / 2023年10月18日放送分 |
| 60                         | 7月17日                                   | Gang Beastsを攻略                                    | マユリカ（中谷、阪本）                 | 本編第63回 / 2023年11月1日放送分  |
| 61                         | 7月31日                                   | ママにゲーム隠された2を攻略                          | マユリカ（中谷、阪本）                 | 本編第64回 / 2023年11月18日放送分 |
| 62                         | 8月14日                                   | マリオパーティ スーパースターズを攻略                | マユリカ（中谷、阪本）                 | 本編第65回 / 2023年11月29日放送分 |
| 63                         | 8月28日                                   | カニノケンカ -Fight Crab-を攻略                      | オカダ・カズチカ                       | 本編第66回 / 2023年12月13日放送分 |
| 64                         | 9月11日                                   | スーパーボンバーマン R2を攻略                        | ヘンダーソン（子安裕樹、中村フー）     | 本編第67回 / 2024年1月10日放送分  |
| 65                         | 9月25日                                   | Wrestledunk Sportsを攻略                             | ヘンダーソン（子安裕樹、中村フー）     | 本編第68回 / 2024年1月24日放送分  |
| 66                         | 10月9日                                   | Fall Guysオンラインバトルを攻略                      | 祇園（木﨑太郎、櫻井健一朗）           | 本編第69回 / 2024年2月7日放送分   |
| 67                         | 10月23日                                  | PICO PARKを攻略                                      | 祇園（木﨑太郎、櫻井健一朗）           | 本編第70回 / 2024年2月21日放送分  |
| 68                         | 11月6日                                   | 最強おばぁちゃん＆天才小学生とぷよぷよで対戦         | 祇園（木﨑太郎、櫻井健一朗）           | 本編第71回 / 2024年3月6日放送分   |
| 69                         | 11月20日                                  | 桃太郎電鉄ワールド 〜地球は希望でまわってる!〜で対戦 | ダイヤモンド（野澤輸出、小野竜輔）     | 本編第72回 / 2024年3月20日放送分  |
| 70                         | 12月4日                                   | 桃太郎電鉄ワールド 〜地球は希望でまわってる!〜で対戦 | ダイヤモンド（野澤輸出、小野竜輔）     | 本編第73回 / 2024年4月3日放送分   |
| 71                         | 12月19日                                  | ヒューマン フォール フラットを攻略                   | ニッポンの社長（辻󠄀・ケツ）             | 本編第74回 / 2024年4月17日放送分  |
| 72                         | 12月25日                                  | R-TYPE FINAL 3 EVOLVEDを攻略                         | ニッポンの社長（辻󠄀・ケツ）             | 本編第75回 / 2024年5月1日放送分   |
| 73                         | 2025年 1月2日「カラシコンボコンボコンボ」 | Gang Beastsを攻略                                    | マユリカ（中谷、阪本）                 | 本編第63回 / 2023年11月1日放送分  |
| 73                         | 2025年 1月2日「カラシコンボコンボコンボ」 | Unspottableを攻略                                    | カベポスター（永見大吾、浜田順平）     | 本編第78回 / 2024年6月12日放送分  |
| 73                         | 2025年 1月2日「カラシコンボコンボコンボ」 | 完全爆弾解除マニュアルを攻略                         | ダブルヒガシ（東良介・大東翔生）       | 本編第87回 / 2024年10月16日       |
| 74                         | 1月8日                                    | オーバークック2を攻略                                | ニッポンの社長（辻󠄀・ケツ）             | 本編第76回 / 2024年5月15日放送分  |
| 75                         | 1月22日                                   | 超おどる メイド イン ワリオを攻略                    | カベポスター（永見大吾、浜田順平）     | 本編第77回 / 2024年5月29日放送分  |
| 76                         | 2月5日                                    | Unspottableを攻略                                    | カベポスター（永見大吾、浜田順平）     | 本編第78回 / 2024年6月12日放送分  |
| 77                         | 2月19日                                   | プロ集団vs芸人チーム ストリートファイター6で対戦     | カベポスター（永見大吾、浜田順平）     | 本編第79回 / 2024年6月26日放送分  |
| 78                         | 3月5日                                    | スーパーマリオブラザーズ ワンダーを攻略              | 滝音（さすけ・秋定遼太郎）             | 本編第80回 / 2024年7月10日放送分  |
| 79                         | 3月19日                                   | 魂斗羅 オペレーション ガルガを攻略                   | 滝音（さすけ・秋定遼太郎）             | 本編第81回 / 2024年7月24日放送分  |

#### 2025年度
| 傑作選放送リスト・2024年度 | 傑作選放送リスト・2024年度 | 傑作選放送リスト・2024年度                    | 傑作選放送リスト・2024年度       | 傑作選放送リスト・2024年度        |
| 放送回数                   | 放送日                     | タイトル                                      | ゲスト                           | 備考                              |
| -------------------------- | -------------------------- | --------------------------------------------- | -------------------------------- | --------------------------------- |
| 80                         | 2025年 4月12日             | バイオハザード ヴィレッジ を攻略              | 滝音（さすけ・秋定遼太郎）       | 本編第82回 / 2024年8月7日放送分   |
| 81                         | 5月24日                    | マリオカート8 デラックス を攻略               | COWCOW（多田健二・善し）         | 本編第83回 / 2024年8月21日放送分  |
| 82                         | 6月14日                    | リトルナイトメア デラックスエディションを攻略 | COWCOW（多田健二・善し）         | 本編第84回 / 2024年9月4日放送分   |
| 83                         | 6月21日                    | 冷蔵庫のプリン食べられたを攻略                | COWCOW（多田健二・善し）         | 本編第85回 / 2024年9月18日放送分  |
| 84                         | 7月5日                     | スイカゲーム&Nippon Marathon を攻略           | ダブルヒガシ（東良介・大東翔生） | 本編第86回 / 2024年10月2日放送分  |
| 85                         | 7月19日                    | 完全爆弾解除マニュアルを攻略                  | ダブルヒガシ（東良介・大東翔生） | 本編第87回 / 2024年10月16日放送分 |
| 86                         | 8月2日                     | ルイージマンション3を攻略                     | ダブルヒガシ（東良介・大東翔生） | 本編第88回 / 2024年10月30日放送分 |
| 87                         | 8月16日                    | ドンキーコング トロピカルフリーズ を攻略      | オズワルド（畠中悠・伊藤俊介）   | 本編第89回 / 2024年11月13日放送分 |

### 最強eの道
- MC・からし蓮根が番組内で暫し起こす「ゲームスキル未熟問題」を解決すべく武者修行と題し熊本県内各地に出向いて対戦を行うゲームスキルを強化する企画。

| 最強eの道放送リスト | 最強eの道放送リスト  | 最強eの道放送リスト                                                   | 最強eの道放送リスト | 最強eの道放送リスト                                              | 最強eの道放送リスト     |
| 放送回数            | 放送日 （本放送回）  | お題のゲーム                                                          | 対戦相手 | 対戦結果                                                         | ポイント数              |
| ------------------- | -------------------- | --------------------------------------------------------------------- | --- | ---------------------------------------------------------------- | ----------------------- |
| 1                   | 2022年 5月4日（#26） | マリオカート8 デラックス                                              | 熊本城おもてなし武将隊 （加藤清正、南条元清、島津義弘） | 〇伊織 vs 加藤清正● 〇杉本 vs 島津義弘● 〇杉本･伊織 vs 南条元清● | 杉本 - 6pt 伊織 - 6pt   |
| 2                   | 6月1日（#28）        | ぷよぷよeスポーツ                                                     | 美里町三本松地区のベテランゲーマーの皆様（5名） | 杉本 - 2勝1敗 伊織 - 1勝1敗                                      | 杉本 - 8pt 伊織 - 7pt   |
| 3                   | 7月13日（#31）       | 大乱闘スマッシュブラザーズ SPECIAL （#31 本放送メイン企画として放送） | 千原台高校eスポーツ部（部長含む4名） | 杉本 - 2勝2敗 伊織 - 2勝                                         | 杉本 - 10pt 伊織 - 9pt  |
| 4                   | 8月24日（#34）       | ZOO KEEPER                                                            | 下通アーケードの通行人（6組） | 杉本 - 2勝1敗 伊織 - 1勝2敗                                      | 杉本 - 12pt 伊織 - 10pt |
| 5                   | 2023年 2月8日（#44） | タンブルポップ                                                        | 熊本市中央区大江の「大江ゲームセンター」 同番組NA・冨田浩二の課題で同ゲームのアーケード版を「からし蓮根」（コンビ）で協力プレイして5ステージクリアすること ※5ステージクリアしたら5ptずつ付与 | 杉本 - 5ステージクリア 伊織 - 5ステージ途中で脱落                | 杉本 - 17pt 伊織 - 10pt |

## スタッフ
- CAM：関野亘平
- AUD：冨髙一敬
- MA：長木真琴
- 編成：和田有希・星原竜貴
- イラスト：ゴトウマサフミ
- ナレーション：冨田浩二
- ディレクター：新宮隆太 / 北嶋正浩
- プロデューサー：豊福大輝
- 総合統括：細谷英宣 / 冨奥靖広
- 制作協力：吉本興業 / 放送技術社
- 制作著作：熊本朝日放送

## 放送時間
現在放送時間
2025年4月5日からは、土曜 15:55 - 16:25に放送
過去放送時間
- 土曜深夜時代

2021年4月11日（10日深夜）から2022年3月27日（26日深夜）までは、隔週日曜（土曜深夜） 0:00 - 0:30に放送
（同時期には再放送を隔週水曜（本放送が放映する週の火曜深夜） 0:15 - 0:45の時間帯に放送していた。）
- 火曜深夜時代

2022年4月6日（5日深夜）から2025年3月26日（25日深夜）までは、水曜（火曜深夜） 0:15 - 0:45に放送

### 他放送局
- 長崎文化放送 - 2022年10月4日（3日深夜、本放送♯20）[16]、2022年10月12日（11日深夜、本放送♯33）
- 九州朝日放送 - 2022年12月8日（7日深夜、本放送♯29）[17]、2022年12月10日（9日深夜、本放送♯30）[18]
- 琉球朝日放送 - 2024年3月30日（29日深夜、本放送♯63）31日（30日深夜、本放送♯64・♯65）、本放送♯29）[19][20]

### 動画配信
- 本放送終了後、下記の動画配信サイトで配信。

U-NEXT - カラシコンボ - 2023年1月28日より配信開始、2021年度放送分（一部放送分を除く）を配信
TVer - カラシコンボ - 2023年11月1日（10月31日深夜、＃63「マユリカ」ゲスト回）放送分から開始、但し傑作選のTVerの配信はしない（地上波のみ放送）。
過去配信
GYAO! - 2023年3月31日まで配信、同社のサービス終了のため番組配信を終了。

## 特別番組

### カラシコンボ ザ・ゴールデン～祝100回!!大阪でコンボしようぜスペシャル～

#### 概要
- 2021年4月から番組開始、（隔週で）放送して2025年5月3日放送を以って「放送開始から100回」を迎えたのを記念した特別番組。いつもの熊本某所のハウススタジオを飛び出し、大阪へ出向き収録。番組はユニバーサル・スタジオ・ジャパン（以下「USJ」）で様々なアトラクションを体験するパートと。よしもと漫才劇場でM-1グランプリ2024準優勝のバッテリィズを迎え「ドンキーコング リターンズ HD」の難関コース強敵ボスの攻略に挑むパートに分かれて放送。

- 放送日時：熊本朝日放送、2025年5月14日19:00 - 20:00

放送内容
| 収録場所 | アトラクションアリア ゲームタイトル                                                       | ゲスト                                                                        | 備考                        |
| -------- | ----------------------------------------------------------------------------------------- | ----------------------------------------------------------------------------- | --------------------------- |
| USJ①     | スーパー・ニンテンドー・ワールド 「スーパーマリオ・ランド」                               | ネルソンズ（青山フォール勝ち・和田まんじゅう・岸健之助）                      | USJ開園前の特別貸切での収録 |
| USJ②     | スーパー・ニンテンドー・ワールド 「ドンキーコング・カントリー」                           | ネルソンズ（青山フォール勝ち・和田まんじゅう・岸健之助） 藤本敏史（FUJIWARA） |                             |
| 漫才劇場 | ドンキーコング リターンズ HD                                                              | バッテリィズ（エース・寺家）                                                  |                             |
| USJ③     | ミニオン・パーク 「バナナ・ガバナ」&「スペース・キラー」                                  | ネルソンズ（青山フォール勝ち・和田まんじゅう・岸健之助） 藤本敏史（FUJIWARA） |                             |
| USJ④     | ニューヨーク・エリア 「アン・ボール」&「ダブ・トス」                                      | ネルソンズ（青山フォール勝ち・和田まんじゅう・岸健之助） 藤本敏史（FUJIWARA） |                             |
| USJ⑤     | ジュラシック・パーク 「ジュラシック・パーク・ザ・ライド」                                 | ネルソンズ（青山フォール勝ち・和田まんじゅう・岸健之助） 藤本敏史（FUJIWARA） |                             |
| USJ⑥     | ハリウッド・エリア 「ドラえもん 4-D アート・アドベンチャー ～のび太の絵世界物語～」を鑑賞 | ネルソンズ（青山フォール勝ち・和田まんじゅう・岸健之助） 藤本敏史（FUJIWARA） |                             |